# Holland (New York)
Holland est une ville située dans le comté d'Érié, dans l'État de New York, aux États-Unis,. En 2010, elle comptait une population de 3 401 habitants, estimée au 1er juillet 2016 à 3 374 habitants.

## Démographie
Lors du recensement de 2010, la ville comptait une population de 3 401 habitants. Elle est estimée, en 2016, à 3 374 habitants.